# Добра стара времена
Добра стара времена је компилацијски албум српског и југословенског рок бенда Рибља чорба. Албум је објављен 2. маја 1996. године под окриљем издавачких кућа ПГП РТС и Taped pictures, а на њему се налази осамнаест песама.

## Листа песама
| №   | Назив                          | Трајање |  |
| 1.  |                                | 3:45    |  |
| 2.  | Добро јутро                    | 4:32    |  |
| 3.  | Немој да идеш мојом улицом     | 2:33    |  |
| 4.  | Један човек                    | 4:25    |  |
| 5.  | Сутра ме пробуди               | 4:06    |  |
| 6.  | Амстердам                      | 3:42    |  |
| 7.  | Црно је доле                   | 3:13    |  |
| 8.  | Проклето сам                   | 4:55    |  |
| 9.  | Свирао је Дејвид Бови          | 3:10    |  |
| 10. | Задњи воз за Чачак             | 3:05    |  |
| 11. | Кад падне ноћ (У помоћ)        | 4:25    |  |
| 12. | Луд сто посто                  | 4:10    |  |
| 13. | Члан мафије                    | 3:10    |  |
| 14. | Да, то сам ја                  | 4:30    |  |
| 15. | Авиону сломићу ти крила        | 3:42    |  |
| 16. | Још једна цигарета пре спавања | 3:29    |  |
| 17. | Лупа бубањ звечи звечка        | 3:29    |  |
| 18. | Целу ноћ те сањам              | 4:58    |  |